# Stuart Attwell
Stuart Steven Attwell (Nuneaton, 6 oktober 1982) is een Engels voetbalscheidsrechter. Hij is in dienst van FIFA en UEFA sinds 2009. Ook leidt hij sinds 2008 wedstrijden in de Premier League.
Op 23 augustus 2008 leidde Attwell zijn eerste wedstrijd in de Engelse nationale competitie. Tijdens het duel tussen Blackburn Rovers en Hull City (1–1) trok de leidsman eenmaal de gele kaart. Tijdens deze wedstrijd was de scheidsrechter vijfentwintig jaar oud, waarmee hij de jongste scheidsrechter ooit werd op het hoogste niveau. In Europees verband debuteerde hij op 9 juli 2009 tijdens een wedstrijd tussen Nõmme Kalju en Dinaburg FC in de eerste voorronde van de UEFA Europa League; het eindigde in 0–0 en Attwell trok zes keer een gele en één keer een rode kaart. Zijn eerste interland floot hij op 18 november 2009, toen Zuid-Korea met 0–1 verloor van Servië door een doelpunt van Nikola Žigić. Tijdens deze wedstrijd hield Attwell zijn kaarten op zak.
In 2021 werd Attwell door de UEFA opgenomen op de lijst van videoscheidsrechters voor het uitgestelde EK 2020. In april 2024 werd hij ook in deze rol gekozen voor het EK 2024 in Duitsland.

## Interlands
| Datum            | Plaats                 | Wedstrijd                 | Uitslag | Competitie             | Kreeg geel | Kreeg voor de tweede keer geel en dus rood | Weggestuurd |
| ---------------- | ---------------------- | ------------------------- | ------- | ---------------------- | ---------- | ------------------------------------------ | ----------- |
| 18 november 2009 | Londen, Engeland       | Zuid-Korea – Servië       | 0 – 1   | Vriendschappelijk      | 0          | 0                                          | 0           |
| 24 mei 2010      | Saitama, Japan         | Japan – Zuid-Korea        | 0 – 2   | Vriendschappelijk      | 4          | 0                                          | 0           |
| 7 juni 2011      | Oslo, Noorwegen        | Noorwegen – Litouwen      | 1 – 0   | Vriendschappelijk      | 4          | 0                                          | 0           |
| 10 augustus 2011 | Montpellier, Frankrijk | Frankrijk – Chili         | 1 – 1   | Vriendschappelijk      | 8          | 0                                          | 0           |
| 13 oktober 2024  | Jerevan, Armenië       | Armenië – Noord-Macedonië | 0 – 2   | Nations League 2024/25 | 3          | 0                                          | 0           |

Laatste aanpassing op 17 oktober 2024.